# Marie Simon-Pierre
Marie Simon-Pierre (nascida Marie-Pierre Normand; Rumilly-en-Cambrésis, 27 de fevereiro de 1961) é uma freira francesa, membra da congregação das Irmãzinhas das Maternidades Católicas.
Ela é conhecida por ter sido curada de uma doença frequentemente descrita como mal de Parkinson em 2005. Em 14 de janeiro de 2011, o Papa Bento XVI reconheceu oficialmente a cura da religiosa como um milagre alcançado através da intercessão do Papa João Paulo II, que o levou a beatificação.

## Biografia

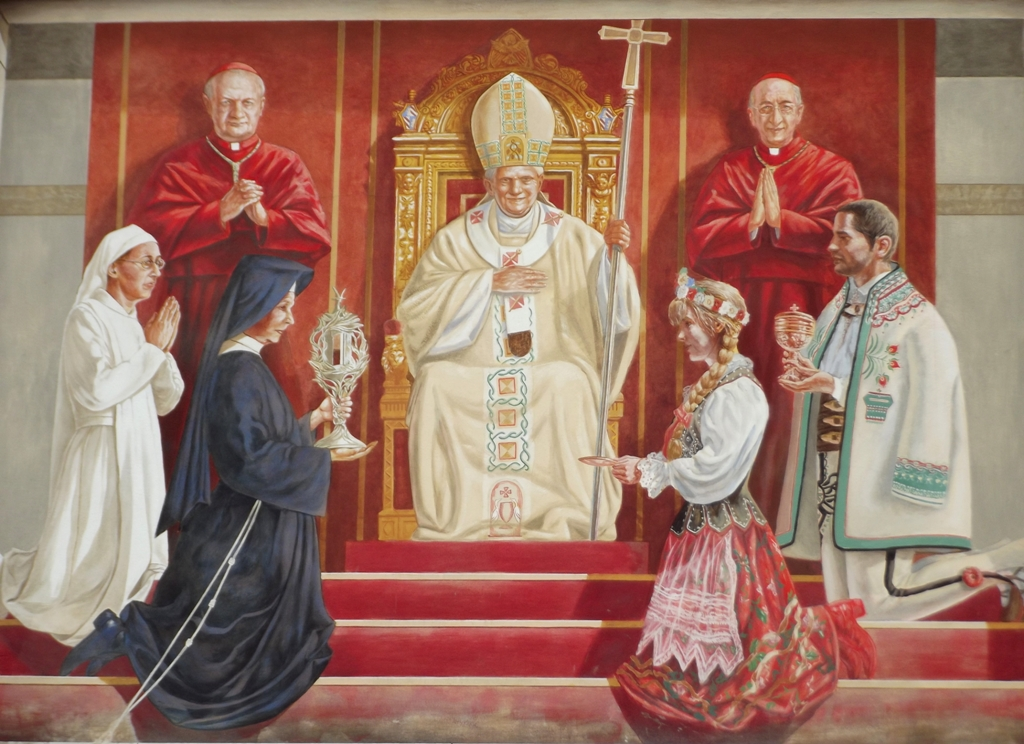
Pintura representando a beatificação de João Paulo II. A Irmã Marie Simon-Pierre está vestida de branco, à esquerda.

Marie Simon-Pierre é originária de Rumilly-en-Cambrésis, no departamento Norte da França, e era chamada de Marie-Pierre Normand antes de entrar para a vida religiosa em 1982, com a idade de 22 anos. Proveniente de uma família católica praticante, seus pais são Jeannine e Pierre Normand. Ela é a mais velha de cinco filhos.
Seu nome chamou a atenção do público após sua recuperação repentina da doença de Parkinson, uma recuperação que ela disse ser obra póstuma do Papa João Paulo II. A cura ocorreu após um momento de adoração eucarística enquanto meditava nos mistérios luminosos do Rosário. Em 2 de junho de 2005, dois meses após a morte do pontífice que havia padecido da mesma doença, ela tentou escrever o nome do falecido papa, mas estava ilegível por causa de sua má condição de saúde. No dia seguinte, ela teria escrito o mesmo nome com perfeita clareza. A religiosa teria visto o pontífice apenas uma vez, no ano de 1984.
Na época do milagre, Marie Simon-Pierre trabalhava em uma maternidade da sua ordem religiosa em Puyricard, perto de Aix-en-Provence. No final de 2006, ela foi transferida para outra maternidade, em Paris. Tendo o Papa aprovado este milagre, o processo de beatificação de João Paulo II pôde seguir o seu curso e teve lugar no dia 1 de maio de 2011.

## Testemunho do milagre
Desde 2015, a Irmã Marie Simon-Pierre vem testemunhando em diferentes lugares onde é solicitada, sobre os principais acontecimentos de sua cura: em junho de 2001, ela foi diagnosticada com Parkinson, a mesma doença que João Paulo II enfrentou em seus últimos anos de vida. Após o ressurgimento de sua doença em maio de 2005, ela pediu com sua comunidade a intercessão de João Paulo II na esperança de alcançar para si a cura, e com ela a beatificação do pontífice. Ela interrompeu todo o tratamento relacionado à sua doença no dia 3 de junho, após constatar o desaparecimento dos sintomas. Isso foi confirmado por um neurologista em 7 de junho de 2005.